# Tufão chinês de 1912
O tufão da China de 1912 devastou a costa da China em 29 de agosto de 1912. Formou-se no Mar das Filipinas, antes de seguir para a China. O tufão trouxe ventos fortes e quantidades substanciais de chuva. Fortes inundações ao longo dos rios foram relatadas em Zhejiang, resultando em 50 000–220 000 mortes. É um dos tufões mais mortíferos registrados na história.